# 2006년 VIVA 월드컵
2006년 VIVA 월드컵은 NF-보드가 개최하는 공식적인 첫 대회이다.

## 2006년, 첫 VIVA 월드컵의 배경
오시타니아는 2006년 11월 19일부터 25일까지 대회를 개최한다고 발표했다. 참가국의 수는 ELF 컵의 영향으로 8개로 축소하였다. 그러나 대회 기준에 적합한 팀은 여섯 팀이 전부였다. (모나코, 로마인, 사미, 남카메룬, 서파푸아와 개최국인 오시타니아)
그러나, 서파푸아와 남카메룬의 2006년 9월에 열린 NF-보드 총회에서 불참을 알려왔고, 또 로마인(집시로 잘 알려짐)은 보급의 문제 때문에[2] 참가여부가 불확실하다고 알려왔다. 이렇게 되면 단 세 팀으로 대회를 진행해야 한다. 다행히도, 남카메룬이 대표팀을 보낸다고 하여 처음 예상했던 것보다 12팀이 줄어든 4팀으로 대회를 치르게 되었다.
그러나 참가를 약속했던 남카메룬이 비자 문제로 인하여 대회에 참가하지 못했다. 따라서 그들의 경기 결과는 모두 부전승으로 처리되었다.

## 경기결과

### 조별리그
네 팀이 라운드로빈 방식으로 조별 리그를 치러, 상위 두 팀이 우승컵을 두고 결승전을 벌이게 된다.
초록색으로 표시된 팀은 결승에 진출하게 되고, 노란색으로 표시된 팀은 3,4위전을 치르게 된다.
| 팀         | 경기 | 승 | 무 | 패 | 득 | 실 | 차  | 승점 |
| ---------- | ---- | -- | -- | -- | -- | -- | --- | ---- |
| 사미       | 3    | 3  | 0  | 0  | 24 | 0  | +24 | 9    |
| 모나코     | 3    | 2  | 0  | 1  | 6  | 16 | -10 | 6    |
| 오시타니아 | 3    | 1  | 0  | 2  | 5  | 10 | -5  | 3    |
| 남카메룬   | 3    | 0  | 0  | 3  | 0  | 9  | -9  | 0    |

| 모나코 | 3–0    | 남카메룬 |
| ------ | ------ | -------- |
|        | 부전승 |          |

| 오시타니아 | 0–7 | 사미 |
| ---------- | --- | ---- |
|            |     |      |

| 사미 | 3–0    | 남카메룬 |
| ---- | ------ | -------- |
|      | 부전승 |          |

| 오시타니아 | 2–3 | 모나코 |
| ---------- | --- | ------ |
|            |     |        |

| 오시타니아 | 3–0    | 남카메룬 |
| ---------- | ------ | -------- |
|            | 부전승 |          |

| 사미 | 14–0 | 모나코 |
| ---- | ---- | ------ |
|      |      |        |

### 3·4위전
| 오시타니아 | 3–0    | 남카메룬 |
| ---------- | ------ | -------- |
|            | 부전승 |          |

### 결승전
| 사미 | 21–1 | 모나코 |
| ---- | ---- | ------ |
|      |      |        |

## 우승 팀
| 2006 VIVA 월드컵 우승국 |
| ----------------------- |
| 사미 첫 번째 우승       |